# Vertigo rugosula
Vertigo rugosula är en snäckart som beskrevs av Sterki 1890. Vertigo rugosula ingår i släktet Vertigo och familjen puppsnäckor. Inga underarter finns listade i Catalogue of Life.